# Hal Baylor
Hal Baylor, nato Hal Fieberling (contea di Banner, 10 dicembre 1918 – Los Angeles, 5 gennaio 1998), è stato un attore statunitense.
Ha recitato in oltre 50 film dal 1938 al 1975 ed è apparso in oltre 120 produzioni televisive dal 1953 al 1978. Agli inizi della carriera, è stato accreditato anche con il suo nome di nascita, Hal Fieberling.

## Biografia
Hal Baylor nacque nella contea di Banner, nel Nebraska, il 10 dicembre 1918. Dotato di un fisico possente, era stato un atleta durante la sua carriera scolastica e aveva inizialmente intrapreso la carriera di pugile. Dopo aver partecipato alla seconda guerra mondiale nel corpo dei Marines, intraprese la carriera cinematografica e il suo primo ruolo importante gli fu assegnato proprio in un film sul pugilato, Stasera ho vinto anch'io (1949), in cui, accreditato con il suo nome di nascita Hal Fieberling (nome cambiato solo nel 1950), interpretò il pugile Tiger Nelson.
Attore caratterista specializzato in ruoli di cattivi, duri, personaggi dal passato losco e dal carattere difficile, si fece notare anche nel film di propaganda patriottica Marijuana (1952), al fianco di John Wayne, in cui interpretò il corpulento comunista Poke. Diventò poi il cattivo fisso di una miriade di episodi delle principali serie televisive durante il periodo d'oro della televisione statunitense. Apparve nell'episodio Uccidere per amore della prima serie di Star Trek, nel ruolo del poliziotto che si confronta con Kirk e Spock nel corso del loro viaggio nel tempo negli anni 1930.
Morì a Los Angeles il 5 gennaio 1998.

## Filmografia

### Cinema
- La leggenda di Robin Hood (The Adventures of Robin Hood), regia di Michael Curtiz e William Keighley (1938)
- Joe Palooka in Winner Take All, regia di Reginald Le Borg (1948)
- Stasera ho vinto anch'io (The Set-Up), regia di Robert Wise (1949)
- Incrocio pericoloso (The Crooked Way), regia di Robert Florey (1949)
- Yes Sir, That's My Baby, regia di George Sherman (1949)
- Iwo Jima, deserto di fuoco (Sands of Iwo Jima), regia di Allan Dwan (1949)
- Destination Big House, regia di George Blair (1950)
- Venticinque minuti con la morte (Dial 1119), regia di Gerald Mayer (1950)
- Joe Palooka in the Squared Circle, regia di Reginald Le Borg (1950)
- Si può entrare? (For Heaven's Sake), regia di George Seaton (1950)
- Tutto per tutto (Inside Straight), regia di Gerald Mayer (1951)
- Marmittoni al fronte (Up Front), regia di Alexander Hall (1951)
- The Guy Who Came Back, regia di Joseph M. Newman (1951)
- Pelle di rame (Jim Thorpe -- All-American), regia di Michael Curtiz (1951)
- Nagasaki (The Wild Blue Yonder), regia di Allan Dwan (1951)
- Il passo di Forte Osage (Fort Osage), regia di Lesley Selander (1952)
- Il pugilatore di Sing Sing (Breakdown), regia di Edmond Angelo (1952)
- Marijuana (Big Jim McLain), regia di Edward Ludwig (1952)
- Operazione Z (One Minute to Zero), regia di Tay Garnett (1952)
- Down Among the Sheltering Palms, regia di Edmund Goulding (1953)
- La donna che volevano linciare (Woman They Almost Lynched), regia di Allan Dwan (1953)
- Il sole splende alto (The Sun Shines Bright), regia di John Ford (1953)
- Il grande incontro (Champ for a Day), regia di William A. Seiter (1953)
- L'isola nel cielo (Island in the Sky), regia di William A. Wellman (1953)
- Non cercate l'assassino (99 River Street), regia di Phil Karlson (1953)
- Hot News, regia di Edward Bernds (1953)
- Operazione Corea (Flight Nurse), regia di Allan Dwan (1953)
- Il principe coraggioso (Prince Valiant), regia di Henry Hathaway (1954)
- La magnifica preda (River of No Return), regia di Otto Preminger (1954)
- Tobor - Il re dei robot (Tobor the Great), regia di Lee Sholem (1954)
- L'amante proibita (This Is My Love), regia di Stuart Heisler (1954)
- Pioggia di piombo (Black Tuesday), regia di Hugo Fregonese (1954)
- Outlaw Treasure, regia di Oliver Drake (1955)
- Scialuppe a mare (Away All Boats), regia di Joseph Pevney (1956)
- Le colline bruciano (The Burning Hills), regia di Stuart Heisler (1956)
- Baciala per me (Kiss Them for Me), regia di Stanley Donen (1957)
- I giovani leoni (The Young Lions), regia di Edward Dmytryk (1958)
- Operazione sottoveste (Operation Petticoat), regia di Blake Edwards (1959)
- Johnny Cool, messaggero di morte (Johnny Cool), regia di William Asher (1963)
- Ragazze sotto zero (Quick Before It Melts), regia di Delbert Mann (1964)
- Lord Love a Duck, regia di George Axelrod (1966)
- La gnomo mobile (The Gnome-Mobile), regia di Robert Stevenson (1967)
- Ladri sprint (Fitzwilly), regia di Delbert Mann (1967)
- Non stuzzicate i cowboys che dormono (The Cheyenne Social Club), regia di Gene Kelly (1970)
- Un uomo oggi (WUSA), regia di Stuart Rosenberg (1970)
- Grissom Gang (Niente orchidee per Miss Blandish) (The Grissom Gang) (1971)
- Evel Knievel, regia di Marvin J. Chomsky (1971)
- Pickup on 101, regia di John Florea (1972)
- Nessuna pietà per Ulzana, (Ulzana's Raid), regia di Robert Aldrich (1972)
- Le sorelline (Bonnie's Kids), regia di Arthur Marks (1973)
- L'imperatore del Nord (Emperor of the North Pole), regia di Robert Aldrich (1973)
- Un piccolo indiano (One Little Indian), regia di Bernard McEveety (1973)
- Herbie il Maggiolino sempre più matto (Herbie Rides Again), regia di Robert Stevenson(1974)
- Io e gli orsi (The Bears and I), regia di Bernard McEveety (1974)
- Un ragazzo, un cane, due inseparabili amici (A Boy and His Dog), regia di L.Q. Jones (1975)
- Cornbread, Earl and Me, regia di Joseph Manduke (1975)
- Un gioco estremamente pericoloso (Hustle), regia di Robert Aldrich (1975)

### Televisione
- Mr. & Mrs. North – serie TV, un episodio (1953)
- The Joe Palooka Story – serie TV, un episodio (1954)
- The Pride of the Family – serie TV, un episodio (1954)
- Il cavaliere solitario (The Lone Ranger) – serie TV, 5 episodi (1950-1954)
- La mia piccola Margie (My Little Margie) – serie TV, un episodio (1955)
- Four Star Playhouse – serie TV, 2 episodi (1954-1955)
- So This Is Hollywood – serie TV, un episodio (1955)
- Schlitz Playhouse of Stars – serie TV, un episodio (1955)
- The Lineup – serie TV, 2 episodi (1954-1955)
- General Electric Theater – serie TV, episodio 4x05 (1955)
- Navy Log – serie TV, episodio 1x14 (1955)
- Sheriffs of the USA – serie TV (1956)
- Crossroads – serie TV, episodio 1x33 (1956)
- Screen Directors Playhouse – serie TV, episodi 1x29-1x35 (1956)
- Sheriff of Cochise – serie TV, un episodio (1956)
- The Adventures of Jim Bowie – serie TV, un episodio (1956)
- Furia (Fury) – serie TV, un episodio (1957)
- The Silent Service – serie TV, un episodio (1957)
- Playhouse 90 – serie TV, un episodio (1957)
- Code 3 – serie TV, un episodio (1957)
- Captain David Grief – serie TV, un episodio (1957)
- Casey Jones – serie TV, un episodio (1957)
- L'uomo ombra (The Thin Man) – serie TV, episodio 1x34 (1958)
- Le leggendarie imprese di Wyatt Earp (The Life and Legend of Wyatt Earp) – serie TV, 7 episodi (1955-1958)
- Jefferson Drum – serie TV, un episodio (1958)
- Cimarron City – serie TV, episodio 1x09 (1958)
- U.S. Marshal – serie TV, un episodio (1958)
- Steve Canyon – serie TV, un episodio (1959)
- The Donna Reed Show – serie TV, un episodio (1959)
- Bronco – serie TV, un episodio (1959)
- Il tenente Ballinger (M Squad) – serie TV, un episodio (1959)
- The Californians – serie TV, 2 episodi (1958-1959)
- 26 Men – serie TV, 4 episodi (1958-1959)
- Maverick – serie TV, episodio 3x03 (1959)
- Dennis the Menace – serie TV, un episodio (1959)
- Avventure in paradiso (Adventures in Paradise) – serie TV, episodio 1x02 (1959)
- Hennesey – serie TV, un episodio (1959)
- I detectives (The Detectives) – serie TV, un episodio (1959)
- The Texan – serie TV, 2 episodi (1959)
- Hotel de Paree – serie TV, un episodio (1960)
- Sugarfoot – serie TV, un episodio (1960)
- Cheyenne – serie TV, 5 episodi (1956-1960)
- Mr. Lucky – serie TV, episodio 1x20 (1960)
- The Alaskans – serie TV, episodio 1x26 (1960)
- Westinghouse Desilu Playhouse – serie TV, episodio 2x16 (1960)
- Richard Diamond (Richard Diamond, Private Detective) – serie TV, un episodio (1960)
- Bat Masterson – serie TV, un episodio (1960)
- Outlaws – serie TV, un episodio (1960)
- Lassie – serie TV, un episodio (1960)
- Surfside 6 – serie TV, episodio 1x11 (1960)
- June Allyson Show (The DuPont Show with June Allyson) – serie TV, episodio 2x18 (1961)
- The Case of the Dangerous Robin – serie TV, un episodio (1961)
- The Brothers Brannagan – serie TV, 2 episodi (1960-1961)
- The Deputy – serie TV, un episodio (1961)
- The Rifleman – serie TV, un episodio (1961)
- Gunslinger – serie TV, episodio 1x10 (1961)
- Carovana (Stagecoach West) – serie TV, episodi 1x29-1x37-1x38 (1961)
- Thriller – serie TV, episodio 2x13 (1961)
- Tales of Wells Fargo – serie TV, un episodio (1962)
- The Tall Man – serie TV, un episodio (1962)
- Lawman – serie TV, 3 episodi (1959-1962)
- Kraft Mystery Theater – serie TV, un episodio (1962)
- The Wide Country – serie TV, episodio 1x05 (1962)
- The Beachcomber – serie TV, 2 episodi (1962)
- Have Gun - Will Travel – serie TV, 3 episodi (1958-1963)
- Dakota (The Dakotas) – serie TV, episodio 1x03 (1963)
- Laramie – serie TV, 6 episodi (1959-1963)
- Carovane verso il west (Wagon Train) – serie TV, 2 episodi (1958-1963)
- Indirizzo permanente (77 Sunset Strip) – serie TV, 4 episodi (1960-1964)
- La legge del Far West (Temple Houston) – serie TV, episodio 1x19 (1964)
- Harris Against the World – serie TV, un episodio (1964)
- Daniel Boone – serie TV, un episodio (1964)
- La famiglia Addams (The Addams Family) – serie TV, un episodio (1964)
- Hazel – serie TV, 3 episodi (1961-1965)
- La legge di Burke (Burke's Law) – serie TV, episodio 2x21 (1965)
- No Time for Sergeants – serie TV, un episodio (1965)
- Perry Mason – serie TV, 3 episodi (1963-1965)
- Gli uomini della prateria (Rawhide) – serie TV, 8 episodi (1959-1965)
- The Beverly Hillbillies – serie TV, un episodio (1965)
- A Man Called Shenandoah – serie TV, episodio 1x13 (1965)
- Il mio amico marziano (My Favorite Martian) – serie TV, 4 episodi (1964-1966)
- I sentieri del west (The Road West) – serie TV, episodio 1x06 (1966)
- Pistols 'n' Petticoats – serie TV, un episodio (1966)
- Laredo – serie TV, 2 episodi (1966)
- Batman – serie TV, 3 episodi (1967)
- Dragnet 1967 – serie TV, un episodio (1967)
- Iron Horse – serie TV, episodio 1x30 (1967)
- Al banco della difesa (Judd for the Defense) – serie TV, un episodio (1967)
- La grande vallata (The Big Valley) – serie TV, 2 episodi (1967)
- Gli invasori (The Invaders) – serie TV, 2 episodi (1967)
- Tarzan – serie TV, episodio 2x13 (1967)
- F.B.I. (The F.B.I.) – serie TV, un episodio (1968)
- Death Valley Days – serie TV, 6 episodi (1962-1968)
- Il grande teatro del west (The Guns of Will Sonnett) – serie TV, 3 episodi (1967-1968)
- Mod Squad, i ragazzi di Greer (The Mod Squad) – serie TV, un episodio (1968)
- Star Trek – serie TV, episodi 1x28-3x13 (1967-1968)
- Hawaii squadra cinque zero (Hawaii Five-O) – serie TV, un episodio (1969)
- Ciao Debby! (The Debbie Reynolds Show) – serie TV, un episodio (1969)
- Love, American Style – serie TV, un episodio (1969)
- Mannix – serie TV, 2 episodi (1969)
- La fattoria dei giorni felici (Green Acres) – serie TV, un episodio (1970)
- Quella strana ragazza (That Girl) – serie TV, un episodio (1970)
- Mayberry R.F.D. – serie TV, un episodio (1970)
- Il virginiano (The Virginian) – serie TV, 7 episodi (1963-1970)
- Dan August – serie TV, un episodio (1971)
- Bonanza – serie TV, 10 episodi (1960-1971)
- Adam-12 – serie TV, un episodio (1971)
- The Barefoot Executive, regia di Susan Seidelman – film TV (1971)
- Una moglie per papà (The Courtship of Eddie's Father) – serie TV, un episodio (1972)
- Cannon – serie TV, un episodio (1972)
- Kung Fu – serie TV, un episodio (1973)
- Banacek – serie TV, un episodio (1973)
- Gunsmoke – serie TV, 7 episodi (1956-1974)
- Il pianeta delle scimmie (Planet of the Apes) – serie TV, un episodio (1974)
- Pepper Anderson agente speciale (Police Woman) – serie TV, un episodio (1975)
- Barbary Coast – serie TV, 2 episodi (1975)
- Alla conquista del West (The Macahans), regia di Bernard McEveety – film TV (1976)
- Squadra emergenza (Emergency!) – serie TV, 3 episodi (1972-1976)
- Disneyland – serie TV, 2 episodi (1961-1976)
- Poliziotto di quartiere (The Blue Knight) – serie TV, un episodio (1976)
- The New Daughters of Joshua Cabe – film TV (1976)
- CHiPs – serie TV, un episodio (1978)